# Eduardo Lourenço
Eduardo Lourenço de Faria GCSE • GCIH • GCL (Almeida, São Pedro de Rio Seco, 23 de maio de 1923 – Lisboa, 1 de dezembro de 2020) foi um professor e filósofo português. Recebeu diversos prémios e condecorações, incluindo o Prémio Camões em 1996. Tem uma biblioteca com o seu nome na Guarda. 
De 2016 a 2020 foi Conselheiro de Estado, por nomeação presidencial.

## Biografia
Oriundo de uma pequena aldeia da Beira Interior, era o mais velho dos sete filhos de Abílio de Faria, Capitão de Infantaria, e de sua mulher Maria de Jesus Lourenço, neto paterno de Guilherme de Faria e de sua mulher Maria Nunes e neto materno de António Lourenço e de sua mulher Ana Carpinteiro. Mudou-se para a Guarda em 1932 e ingressou no Colégio Militar em 1934, um ano depois de o pai partir para Nampula, em Moçambique.
Em 1940, estudante na Universidade de Coimbra, encontra aí um ambiente aberto e propício à reflexão cultural que sempre haveria de prosseguir. Obtém a licenciatura em Ciências Histórico-Filosóficas em 1946. Torna-se assistente da Faculdade de Letras entre 1947 e 1953, colaborando com Joaquim de Carvalho. É nesse período que publica o seu primeiro livro, Heterodoxia (1949), que reúne uma parte da sua tese de licenciatura, O Sentido da Dialéctica no Idealismo Absoluto. Colaborou também no Diário de Coimbra, publicando as Crónicas Heterodoxas.
Já em 1949 realiza um estágio na Universidade de Bordéus 2, com uma bolsa do Programa Fulbright. Leitor de Cultura Portuguesa entre 1953 e 1955 nas universidades de Hamburgo e Heidelberg, exerce a mesma actividade na Universidade de Montpellier de 1956 a 1958. Casa-se com Annie Salamon, em Dinard, em 1954. Após um ano passado na Universidade Federal da Bahia, como professor convidado de Filosofia, passou a viver em França em 1960.
Fixou residência em Vence, em 1965. Foi leitor na Universidade de Grenoble de 1960 a 1965 e maître assistant na Universidade de Nice até 1987, passando a maître de conferences em 1986. Tornou-se professor jubilado em Nice em 1988.
Então, em 1989 assume funções como conselheiro cultural junto da Embaixada Portuguesa em Roma, até 1991. Desde 1999 ocupa o cargo de administrador (não executivo) da Fundação Calouste Gulbenkian, em Lisboa.
O Centro de Estudos Ibéricos criou em sua homenagem o Prémio Eduardo Lourenço, atribuído desde 2005 e destinado a agraciar personalidades ou instituições com intervenção relevante no âmbito da cultura, da cidadania e da cooperação ibéricas.
Foi um dos principais signatários do Manifesto em Defesa da Língua Portuguesa Contra o Acordo Ortográfico de 1990, petição on-line que, entre maio de 2008 (data do início) e maio de 2009 (data da apreciação pelo Parlamento), recolheu mais de 115 mil assinaturas válidas.
No dia 28 de novembro de 2015 foi criada pela Câmara Municipal de Coimbra a Sala Eduardo Lourenço, na Casa da Escrita, destinada a albergar cerca de 3 000 livros do intelectual.
Tomou posse em 7 de abril de 2016 como Conselheiro de Estado, designado pelo Presidente Marcelo Rebelo de Sousa.

## Morte
Eduardo morreu em Lisboa a 1 de dezembro de 2020, aos 97 anos. O Governo decretou 1 dia de luto nacional.

## Pensamento
Influenciado pela leitura de Husserl, Kierkegaard, Nietzsche, Heidegger, Sartre ou pelo conhecimento das obras de Dostoievski, Franz Kafka ou Albert Camus, foi associado de um certo modo ao existencialismo, sobretudo por volta dos anos cinquenta, altura em que colaborou na Árvore e se tornou amigo de Vergílio Ferreira. Nunca se deixou enfeudar, todavia, a qualquer escola de pensamento, já que, embora favorável a ideias de esquerda, nunca abandonou uma atitude crítica perante essa esquerda.
Com uma clara autoridade moral, foi-lhe atribuído o Prémio Europeu de Ensaio Charles Veillon (concedido em 1988 por ocasião da sua obra Nós e a Europa ou as Duas Razões) no ano em que foi colocado em Roma como adido cultural português.
Crítico e ensaísta literário, virado predominantemente para a poesia, assinou ensaios polémicos como Presença ou a Contra-Revolução do Modernismo Português? n' O Comércio do Porto (1960) ou um particular estudo sobre o neorrealismo intitulado Sentido e Forma da Poesia Neo-Realista (1968). Aproximou-se da modernidade na obra de Fernando Pessoa, a propósito da qual deu à estampa o volume Pessoa Revisitado (1973) ou Fernando Rei da Nossa Baviera (1986). Indiferente à sucessão de correntes teóricas, e fugindo tanto ao historicismo como a pretensas análises objectivas, a perspectiva de Lourenço influenciou já outros autores, como, por exemplo, Eduardo Prado Coelho, e encontra-se enunciada num livro central, Tempo e Poesia (1974).

## Obras
- Heterodoxia I (1949). Coimbra, Coimbra Editora
- O Desespero Humanista na Obra de Miguel Torga (1955). Coimbra, Coimbra Editora
- Heterodoxia II (1967). Coimbra, Coimbra Editora
- Sentido e Forma da Poesia Neo-Realista (1968). Lisboa, Editorial Ulisseia
- Fernando Pessoa Revisitado. Leitura Estruturante do Drama em Gente (1973). Porto, Editorial Inova
- Tempo e Poesia – À Volta da Literatura (1974). Porto, Editorial Inova
- Os Militares e o Poder (1975). Lisboa, Arcádia
- O Fascismo nunca Existiu (1976). Lisboa, Publicações D. Quixote
- Situação Africana e Consciência Nacional (1976). Amadora, Publicações Génese
- O Labirinto da Saudade – Psicanálise Mítica do Destino Português (1978). Lisboa, Publicações D. Quixote
- O Complexo de Marx ou o Fim do Desafio Português (1979). Lisboa, Publicações D. Quixote
- O Espelho Imaginário – Pintura, Anti-Pintura, Não-Pintura (1981). Lisboa, Imprensa Nacional – Casa da Moeda
- Poesia e Metafísica – Camões, Antero, Pessoa (1983). Lisboa, Sá da Costa Editora
- Ocasionais I (1984). Lisboa, A Regra do Jogo
- Fernando, Rei da Nossa Baviera (1986). Lisboa, Imprensa Nacional – Casa da Moeda
- Heterodoxia I e II (1987). Lisboa, Assírio e Alvim
- Nós e a Europa ou as Duas Razões (1988). Lisboa, Imprensa Nacional – Casa da Moeda
- O Canto do Signo – Existência e Literatura (1957-1993) (1994). Lisboa, Editorial Presença; 2017 Lisboa, Gradiva
- A Europa Desencantada – Para uma Mitologia Europeia (1994). Lisboa, Visão
- Cultura e Política na Época Marcelista (1996). Lisboa, Cosmos
- Nós Como Futuro (1997). Lisboa, Assírio & Alvim
- O Esplendor do Caos (1998). Lisboa, Gradiva
- Portugal como Destino seguido de Mitologia da Saudade (1999). Lisboa, Gradiva
- A Nau de Ícaro seguido de Imagem e Miragem da Lusofonia (1999). Lisboa, Gradiva
- A Noite Intacta. (I)recuperável Antero (2000). Vila do Conde, Centro de Estudos Anterianos
- Destroços – O Gibão de Mestre Gil e Outros Ensaios (2004). Lisboa, Gradiva
- O Lugar do Anjo – Ensaios Pessoanos (2004). Lisboa, Gradiva
- A Morte de Colombo – Metamorfose e Fim do Ocidente como Mito (2005). Lisboa, Gradiva
- As Saias de Elvira e Outros Ensaios (2006). Lisboa, Gradiva
- Paraíso sem Mediação (breves ensaios sobre Eugénio de Andrade) (2007). Porto, ASA Editores
- A Esquerda na Encruzilhada ou Fora da História? – Ensaios Políticos (2009). Lisboa, Gradiva
- Pequena meditação europeia. A propósito de Guimarães (2011). Lisboa, Verbo-Babel
- Tempo da Música, Música do Tempo (2012). Lisboa, Gradiva
- Os Militares e o Poder seguido de O Fim de Todas as Guerras e a Guerra Sem Fim (2013). Lisboa, Gradiva
- Do Colonialismo como Nosso Impensado (2014). Lisboa, Gradiva
- Do Brasil, fascínio e miragem (2015). Lisboa, Gradiva
- Crónicas quase marcianas (2016). Lisboa, Gradiva
- Da Pintura (2017). Lisboa, Gradiva

## Prémios
- Prémio Camões (1996)[6]
- Prémio Pessoa (2011)[7]
- Medalha de Mérito Cultural do Ministério da Cultura (2008)
- Medalha de Ouro da Cidade da Guarda (2008)
- Doutoramento Honoris Causa, pela Universidade de Bolonha (2007)
- Criação da Cátedra Eduardo Lourenço de História da Cultura Portuguesa na Universidade de Bolonha (2007)
- Homenagem no Congresso Internacional Jardins do Mundo (2007)
- Prémio Extremadura para a Criação (2006)
- Homenagem da revista brasileira Metamorfoses (2003)
- Homenagem da Biblioteca Municipal da Maia (2003)
- Prémio Vergílio Ferreira (2001)
- Medalha de Ouro da Cidade de Coimbra (2001)
- Doutoramento Honoris Causa, pela Universidade Nova de Lisboa (1998)
- Doutoramento Honoris Causa, pela Universidade de Coimbra (1996)
- Doutoramento Honoris Causa, pela Universidade do Rio de Janeiro (1995)
- Prémio António Sérgio (1992)
- Prémio Europeu de Ensaio Charles Veillon (1988)[8]
- Prémio Vasco Graça Moura-Cidadania Cultural (2016) instituído pela Estoril-Sol em parceria com a editora Babel.[9]

## Condecorações
Foram outorgadas a Eduardo Lourenço diversas condecorações.

### Portuguesas
- Grande-Oficial da Antiga, Nobilíssima e Esclarecida Ordem Militar de Sant'Iago da Espada, do Mérito Científico, Literário e Artístico (13 de Julho de 1981)
- Grã-Cruz da Ordem do Infante D. Henrique (10 de Junho de 1992)
- Grã-Cruz da Antiga, Nobilíssima e Esclarecida Ordem Militar de Sant'Iago da Espada, do Mérito Científico, Literário e Artístico (21 de Maio de 2003)
- Grã-Cruz da Ordem da Liberdade (9 de Junho de 2014)

### Estrangeiras
- Oficial da Ordem Nacional do Mérito de França (1996)
- Cavaleiro da Ordem das Artes e das Letras de França (2000)
- Cavaleiro da Ordem Nacional da Legião de Honra de França (2002)